# Pseudeuchaeta spinata
Pseudeuchaeta spinata är en kräftdjursart som beskrevs av Markhaseva 1986. Pseudeuchaeta spinata ingår i släktet Pseudeuchaeta och familjen Aetideidae. Inga underarter finns listade i Catalogue of Life.